# Кучук Віктор Васильович
Ві́ктор Васи́льович Кучу́к (1988—2023) — солдат Збройних сил України, учасник російсько-української війни, що відзначився у ході російського вторгнення в Україну. Герой України (2024, посмертно).

## Життєпис
Народився 1 квітня 1988 року в с. Бистрі Житомирського району Житомирської області. Навчався у Студеницькій школі Коростишівського району Житомирської області; зазнавши травми, продовжив навчання в Кмитівській спеціальній загальноосвітній школі-інтернаті. Після закінчення 9 класу вступив до Професійно-технічного училища № 1 (нині філія ЦПТО м. Житомира) за спеціальністю будівельника. Після закінчення училища працював різноробом та будівельником.
З початком російського вторгнення в Україну став до лав ЗСУ. Обороняв південні та східні рубежі нашої країни. Служив стрільцем-зенітником 2-го зенітно-ракетного відділення зенітно-ракетного взводу військової частини А 2960. Зазнав складного поранення, але після лікування повернувся до виконання бойових завдань. 
Загинув 18 липня 2023 року під час виконання бойового завдання біля с. Невельське Покровського району Донецької області.

## Нагороди та відзнаки
- Звання Герой України з удостоєнням ордена «Золота Зірка» (6 травня 2024, посмертно) — за особисту мужність і героїзм, виявлені у захисті державного суверенітету та територіальної цілісності України, самовіддане служіння Українському народові[3].
- Відзнака Станишівської сільської ради «Честь і гордість Станишівської громади» (рішення виконавчого комітету Станишівської сільської ради № 150 від 17.08.2023 року)[1].